# 矢作橋

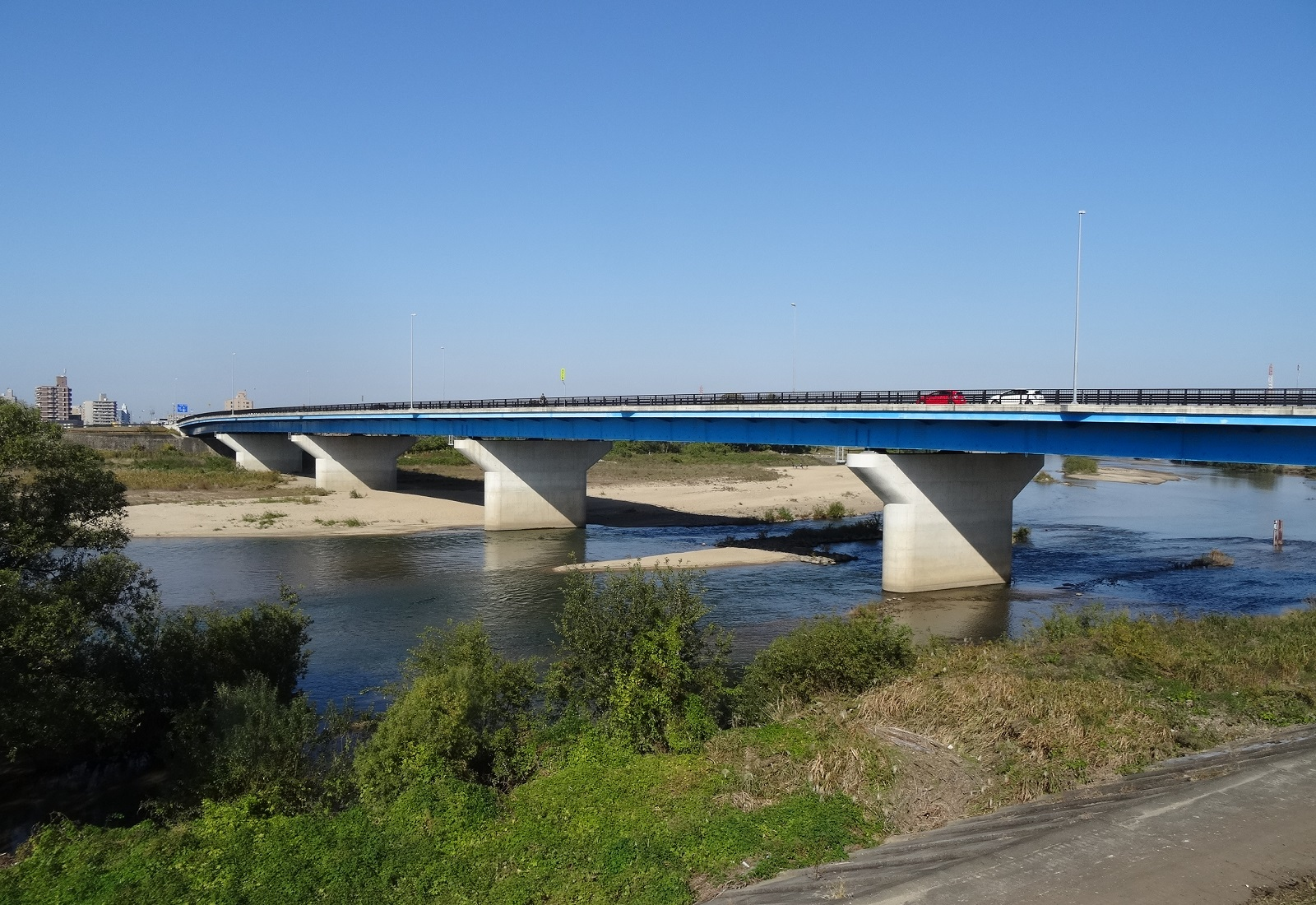
現在の矢作橋

矢作橋（やはぎばし）は、愛知県岡崎市を流れる矢作川にかかる橋であり、橋上を通るのは東海道（国道1号）である。この地は古くから交通の要衝であった。

## 概要
橋の東の八帖町は八丁味噌で知られ、橋の袂の味噌工場が味噌の香りを漂わせている。
矢作橋は慶長6年（1601年）に土橋として架けられ、その後何度も大水に流され改修を繰り返してきた。架橋がみだりにできなかった江戸時代には日本最長の大橋であった。現在の矢作橋は東海道に架かっていた橋よりも少し南側に位置し、さらにもう少し南へ下ると名鉄名古屋本線の矢作橋駅と岡崎公園前駅を結ぶ鉄橋（矢作川橋梁）が架かっている。
1913年（大正2年）10月5日、県の事業により工費約7万円で旧橋より95メートルほど上流に長さ150間、幅3.5間の橋が架設された。
1945年（昭和20年）1月13日、三河地震で橋が落ちる。1951年（昭和26年）8月13日、15代目の橋が竣工。
老朽化や耐震化などの観点から新橋への掛け替え工事を2006年（平成18年）10月に着手、2011年（平成23年）3月13日に16代目の橋が完成した。新しい橋の車道の幅員は、従来の3.25mから3.5mに広がり、歩道の幅員もそれまでの1.75mから3mに広がった。車線数は現行通りの片側二車線である。なお、現代の矢作橋の橋長は300mである。

## 出合之像

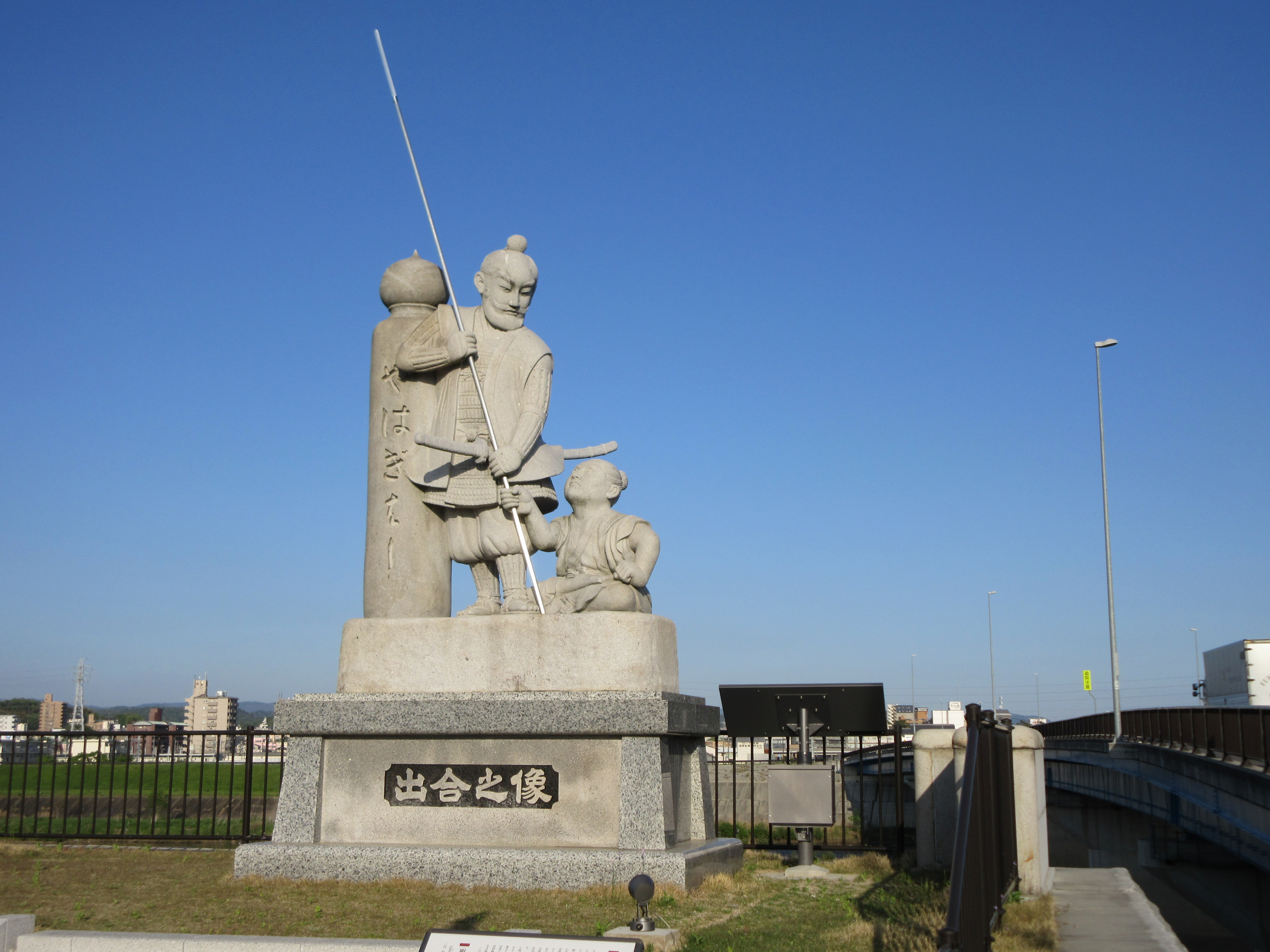
出合之像

8歳の時に奉公に出された日吉丸（後の豊臣秀吉）が、12歳の時に奉公先の陶器屋から逃げ出して矢作橋の上で寝ていたところ、付近を荒らしていた野武士の一団が通りかかり、その頭が日吉丸の頭を蹴った。日吉丸はこれを咎め、侘びていけと頭を睨みつけた。野武士の頭は海東郡蜂須賀村に住んでいた小六正勝（蜂須賀正勝）で、日吉丸の度胸の大きさを買って手下にしたという。この伝承は、『鉄道唱歌』東海道篇第31番の歌詞にも「矢矧の橋に残れるは藤吉郎のものがたり」として登場するなどして知られるが、実際は、矢作橋が架けられた1601年に豊臣秀吉と蜂須賀正勝は既に亡くなっている。歴史学者の小和田哲男は、矢作橋で日吉丸と小六が出会う話は寛政9年（1797年）に刊行され始めた武内確斎作『絵本太閤記』の創作であるとしている。
1988年（昭和63年）12月、岡崎市島坂町の株式会社トーアの後藤真利社長が「岡崎市の西の入口を飾るモニュメントとして建て、街づくりに役立ててほしい」と市に寄付を申し出て、約1年がかりで上記の伝承を表した「出合之像」が製作された。岡崎産のみかげ石づくりで、矢作橋の西詰め北側に建立された。1990年（平成2年）2月28日、除幕式が行われた。
「出合之像」は橋の掛け替え工事のため、2006年（平成18年）2月から一時的に撤去されたが、架け替え及び旧橋撤去の工事終了後の2014年（平成26年）1月に元の場所に戻された。

## ギャラリー
- 歌川広重の矢作橋
- 葛飾北斎の矢作橋
- 1911年（明治44年）
- 1913年（大正2年）架設の矢作橋
- 1951年（昭和26年）架設の矢作橋（左側）
- 月岡芳年 『美談武者八景、矢矧の落雁』。矢矧橋における蜂須賀小六（描画上は蓮葉兒六将勝）と日吉丸（少年期の豊臣秀吉）の出会いを描いた大判浮世絵武者絵。明治元年（1868年）刊